# アンソニー・ウィーバー
アンソニー・ウィーバー（Anthony Weaver 1980年7月28日-） テキサス州キリーン出身の元アメリカンフットボール選手・コーチ。NFLで2002年から2008年まで7シーズンプレーした。ポジションはディフェンシブエンド。現在はボルチモア・レイブンズでコーチを担当している。

## 経歴
ニューヨーク州サラトガ・スプリングズの高校時代にはディフェンスだけでなく、フルバック、タイトエンドとしても起用された。高校3年次にはオールアメリカンに選出された。
ノートルダム大学に進学した彼は1年次の1998年、全12試合中11試合で左ディフェンシブエンドで先発した。2年次の1999年には開幕戦を怪我で欠場した後、当初ディフェンシブタックルで、その後ディフェンシブエンドでプレーした。
3年次の2000年には全12試合でディフェンシブエンドとして先発出場、チームトップの8サックをあげた。この年チームはフィエスタボウルに出場した。4年次の2001年にはチームトップの21回のロスタックル、7サックを記録した。
2002年のNFLドラフト2巡目52位でボルチモア・レイブンズに指名されて入団した。レイブンズでは2005年まで4シーズン過ごし、その間57試合に出場し54試合で先発出場した。2006年にフリーエージェントとなった彼はヒューストン・テキサンズと契約、2008年まで3シーズン過ごした。
2010年より指導者に転身し、フロリダ大学と北テキサス大学でコーチを務めたあと、2012年にニューヨーク・ジェッツのアシスタントディフェンシブラインコーチに就任。その後バッファロー・ビルズ、クリーブランド・ブラウンズのコーチを歴任し、2016年より選手として在籍したテキサンズのコーチに着任した。2021年よりレイブンズのコーチに就任した。